# Шін (нохія)
Шін (араб. ناحية شين‎‎) — нохія у Сирії, що входить до складу району Хомс провінції Хомс. Адміністративний центр — м. Шін.
| Сирія | Це незавершена стаття з географії Сирії. Ви можете допомогти проєкту, виправивши або дописавши її. |